# Mini-Châteaux Val de Loire
Mini-Châteaux Val de Loire eller Parc Mini-Châteaux er en miniaturepark ved Amboise i det franske departement Indre-et-Loire.
Parken viser på to hektar 44 modeller af de mest kendte slotte i Loire i størrelsesforholdet 1:25, broerne fra Briare og Digoin, 2.000 bonsaitræer og modelskibe og modeltog, der er i stadig bevægelse. Parken blev drevet af CDA Parks, men er nu overtaget af den franske Looping Group.

## Modeller
| - La Bourdaisière - Château d'Amboise - Château d'Angers - Château d'Azay-le-Ferron - Château d'Azay-le-Rideau - Château de Beauregard - Château de Blois - Château du Bouchet-en-Brenne - Château de Brissac - Château de Chambord - Château de Chamerolles - Pagode de Chanteloup | - Château de Châteaudun - Château de Chaumont-sur-Loire - Château de Chenonceau - Château de Jallanges - Château de Cheverny - Château de Chinon - Château de Gizeux - Château-Guillaume de Lignac - Château de La Bussière - Château de Langeais - Château du Lude - Château de Montreuil-Bellay | - Château de Nitray - Château des Réaux - Château de Sarzay - Château de Saumur - Château de Sully-sur-Loire - Château de Talcy - Château de Troussay - Château d'Ussé - Château de Valençay - Château de Villandry - Loches |